# Oliver Bierhoff
Oliver Bierhoff (ur. 1 maja 1968 w Karlsruhe) – niemiecki piłkarz występujący na pozycji napastnika na przełomie XX i XXI wieku, zdobywca pierwszego złotego gola w historii ważnych spotkań międzynarodowych dla reprezentacji Niemiec w finale Mistrzostw Europy 1996 z Czechami.

## Kariera piłkarska
Jego kariera klubowa obejmuje lata od 1985 do 2003. Bierhoff grał dla takich klubów jak: KFC Uerdingen, Hamburger SV, Borussia Mönchengladbach, Austria Salzburg, Ascoli Calcio, Udinese Calcio, AC Milan, AS Monaco i Chievo Werona. Zdobył 103 gole w rozgrywkach Serie A, jest to jeden z najlepszych wyników w historii włoskiej ligi. W sezonie 1997/1998 zdobył koronę króla strzelców Serie A z wynikiem 27 bramek.
Dla Niemiec Bierhoff zdobył 37 goli w 70 występach, w tym dwa gole w finałowym meczu Euro 96 z Czechami, wygranym 2:1. Bierhoff występował również na Euro 2000 oraz Mistrzostwach Świata 1998 i Mistrzostwach Świata 2002, na którym zdobył z drużyną srebrny medal.

## Praca z reprezentacją
Obecnym zajęciem Olivera Bierhoffa jest praca menedżera reprezentacji Niemiec. Jest to nowa funkcja stworzona przez selekcjonera Jürgena Klinsmanna, dopełniająca jego pracę trenerską. Właściwe obowiązki Bierhoffa krążą wokół public relations oraz kontaktu z mediami.